# Lucanus maculifemoratus
Lucanus maculifemoratus es una especie de coleóptero de la familia Lucanidae.

## Subespecies y distribución geográfica
Se han descrito siete subespecies.L. m. adachii y L. m. ferriei en Japón, L. m. boileaui en el Tíbet, L. m. jilinensis en China, L. m. maculifemoratus en las Islas Kuril, L. m. taiwanus en Taiwán y L. m. dybowskyi con una distribución más amplia en Asia.